# Annuszka
Annuszka – singel polskiego piosenkarza Krzysztofa Zalewskiego z jego piątego albumu studyjnego, zatytułowanego Zabawa. Singel został wydany 30 lipca 2020.
Piosenka została laureatem nagrody polskiego przemysłu fonograficznego Fryderyka w kategorii „teledysk roku”.
Nagranie było notowane na 17. miejscu w zestawieniu AirPlay – Top, najczęściej odtwarzanych utworów w polskich rozgłośniach radiowych.

## Geneza utworu i historia wydania
Piosenka została napisana i skomponowana przez Dawida Podsiadło, Andrzeja Markowskiego i Krzysztofa Zalewskiego.
Singel ukazał się w formacie digital download 30 lipca 2020 w Polsce za pośrednictwem wytwórni płytowej Kayax. Kompozycja została umieszczona na piątym albumie studyjnym Krzysztofa Zalewskiego – Zabawa.
Piosenka została laureatem nagrody polskiego przemysłu fonograficznego Fryderyka w kategorii „teledysk roku”.

## „Annuszka” w stacjach radiowych
Nagranie było notowane na 17. miejscu w zestawieniu AirPlay – Top, najczęściej odtwarzanych utworów w polskich rozgłośniach radiowych.

## Teledysk
Do utworu powstał teledysk, który udostępniono w dniu premiery singla za pośrednictwem serwisu YouTube.

## Notowania

### Pozycje na listach airplay
| Kraj   | Lista         | Najwyższa pozycja |
| ------ | ------------- | ----------------- |
| Polska | AirPlay – Top | 17                |

## Wyróżnienia
| Rok  | Konkurs        | Kategoria     | Rezultat |
| ---- | -------------- | ------------- | -------- |
| 2021 | Fryderyki 2021 | Teledysk roku | Wygrana  |